# Супуру-де-Жос
Супуру-де-Жос (рум. Supuru de Jos) — село у повіті Сату-Маре в Румунії. Адміністративний центр комуни Супур.
Село розташоване на відстані 422 км на північний захід від Бухареста, 36 км на південь від Сату-Маре, 97 км на північний захід від Клуж-Напоки.

## Населення
За даними перепису населення 2002 року у селі проживали 1340 осіб.
Національний склад населення села:
| Національність | Кількість осіб | Відсоток |
| -------------- | -------------- | -------- |
| румуни         | 1083           | 80,8%    |
| цигани         | 196            | 14,6%    |
| угорці         | 56             | 4,2%     |

Рідною мовою назвали:
| Мова      | Кількість осіб | Відсоток |
| --------- | -------------- | -------- |
| румунська | 1275           | 95,1%    |
| угорська  | 57             | 4,3%     |
| циганська | 5              | 0,4%     |